# Alex Trochut
Pour les articles homonymes, voir Trochut.
Alex Trochut (né le 3 juin 1981 à Barcelone) est un graphiste, typographe et illustrateur espagnol.

## Biographie
Alex Trochut est le petit-fils du typographe catalan Joan Trochut (es) (1920-1980).
Il a étudié à l’école de design Elisava à Barcelone et il s'est installé en 2007 comme indépendant. Il reconnaît une grande diversité d’influences telles que Dalí, Joan Miró, Victor Vasarely, Rick Griffin et Milton Glaser.
Il a travaillé pour de grandes entreprises telles que Adidas, Apple, Coca-Cola, Converse, Nike, Universal Records, ainsi que pour divers titres de presse, comme The Guardian.
En 2005, il a reçu à New York le Certificat d’excellence en typographie, décerné par le Type Directors Club of New York.
Les Éditions Robert Laffont retiennent sa proposition de page couverture pour le roman de science-fiction Dune, que la maison d'édition veut publier en 2020 pour souligner les 50 ans de l'ouvrage et accompagner la sortie du film Dune par le réalisateur Denis Villeneuve.